# Hermann Bauermeister
Hermann Bauermeister (* 1. Juli 1899 in Werben, Pommern; † 2. März 1968) war ein deutscher Ingenieur und Ministerialbeamter, dessen Leben im Dienst der Wehrtechnik stand.

## Leben und Tätigkeit
Er stammte aus Pommern, war der Sohn eines Pastors und schloss das Studium als Diplom-Ingenieur ab. Von 1917 bis zum Kriegsende 1918 diente er in der Kaiserlichen Marine.
1923 trat er erneut der Reichsmarine bei und erhielt eine Stelle als Technischer Referent im Sperrversuchskommando. Ab 1932 war er dort bis Oktober 1942 Technischer Leiter. Er war u. a. an der Erprobung seewasserfester Leichtmetalllegierungen beteiligt. 1934 erfolgte seine Beförderung zum Regierungsrat, im Folgejahr zum Oberregierungsrat und am 1. Juni 1939 zum Waffenbaudirektor. Danach war er von Oktober 1942 bis Kriegsende in der Amtsgruppe Forschung, Erfindung, Patente im OKM. Zugleich war er ab August 1944, ebenfalls bis Kriegsende, Sonderbeauftragter des Chefs der Marinerüstung für das Kommando der Kleinkampfverbände. Am 28. Februar 1946 wurde er aus der Kriegsgefangenschaft entlassen.
Nach dem Zweiten Weltkrieg arbeitete er zunächst in der Privatindustrie und wurde 1954 in die Dienststelle Blank berufen. Dort wurde er 1956 Ministerialrat im neu gegründeten Bundesministerium der Verteidigung in Bonn. Nach Erreichen des Pensionsalters schied er aus dem aktiven Beamtendienst aus.
Er war seit 1918 Mitglied der Schiffsbautechnischen Gesellschaft.